# Qualen der Nacht
Qualen der Nacht ist ein deutsches Stummfilmdrama von Kurt Bernhardt mit Claire Rommer, Ernst Verebes und Wilhelm Dieterle in den Hauptrollen.

## Handlung
Kurt Elversam, der Sohn eines Zigarrenfabrikanten, will mit seiner Geliebten Minnie Hinrichsen, die seinetwegen aus Gründen des väterlichen Standesdünkels entlassen wurde, auswandern. Doch auf dem Weg über den großen Ozean kommen die beiden Liebesleute nur bis Rotterdam. Da ihnen bereits hier das Geld auszugehen droht, bemüht sich Kurt um einen Job und findet Beschäftigung als Kohlenschaufler im Hafen. Findet das Paar anfänglich Unterkunft im Hotel des schmierigen Herrn Murphy, so entscheiden sich Minnie und Kurt, nachdem der Hotelier Minnie nachzustellen beginnt, dazu, in das Häuschen von Kurts niederländischen Arbeitskollegen Jap Geel umzuziehen. Bei einer Tanzveranstaltung treffen die beiden Liebesleute und Jap erneut auf den aufdringlichen Murphy, der bezüglich Minnie nicht locker lassen kann. Diesmal ist es Jap, der die junge Frau vor dessen Zudringlichkeiten schützt.
Am folgenden Tag müssen Kurt und Jap eine Nachtschicht, sodass Minnie allein zurückbleibt. Von innerer Unruhe getrieben, verlässt Minnie ihre Unterkunft und geht auf die Straße, wo sie in Ohnmacht fällt. Dort findet sie Murphy liegen und bringt sie in sein Hotel. Als Minnie wieder erwacht, ist sie bestürzt, erneut in Murphys Fänge geraten zu sein, und versucht, diesem und seinen Vergewaltigungsversuchen zu entfliehen. Murphy stürmt hinterher, wird aber von seinem nicht minder skrupellosen und kriminellen Kellner festgehalten und im anschließenden Gerangel von diesem erwürgt. Als Kurt von der Arbeit heimkehrt und erfährt, dass Minnie erneut in Murphys Gewalt geraten ist, stürzt er augenblicklich davon. Im Hafengebiet spürt ihn ein von seinem Vater in Deutschland entsandter Detektiv auf, der ihn auftragsgemäß heimwärts bringt. Minnie bleibt in Rotterdam zurück und findet in dem treuen Jap einen neuen Freund und eine neue Liebe.

## Produktionsnotizen
Qualen der Nacht entstand zum Jahresende 1925, passierte die Zensur am 8. Februar 1926 und wurde am 23. April desselben Jahres in Berlins Richard-Oswald-Lichtspiele uraufgeführt. Der mit Jugendverbot belegte Sechsakter besaß eine Länge von 1811 Meter. 

## Kritik
Wiens Arbeiter-Zeitung lobte: „Es ist eine einfache, eindrucksvolle und glaubhafte Geschichte, die hier im engsten Rahmen abrollt.“ Über den Autor Zuckmayer und den Regisseur Bernhardt heißt es: „Zuckmayer hat sich sehr bemüht, einen spezifischen Filmstoff zu liefern und ist da … ins allzu Grelle, ins typisch Kinomäßige abgerutscht. Aber das macht nichts; sein Kinostück hat wenigstens Sinn und innere Wahrscheinlichkeit. Die Regie Bernhardts … ist wohl von ehrlichem Suchen nach neuen Ausdrucksmöglichkeiten erfüllt … Ausgezeichnet gelang der Regie die Stimmung; es liegt eine gedrückte Atmosphäre verhaltener Leidenschaft über dem ganzen Film.“
Auch die linken Blätter für  sozialistisches Bildungswesen, „Bildungsarbeit“, lobte die realitätsnahe Produktion. Hier konnte man in der Rubrik „Gute Filme“ lesen: „Ohne Sentimentalität und ohne Verlogenheit. Spiel und Inszenierung einwandfrei.“